# Apis (déu)
Apis va ser un déu solar, de la fertilitat, i posteriorment funerari del panteó egipci. El seu nom egipci era Hap o Hepu i el seu nom grec Apis (Άπις). Es representava com un toro o home amb cap de brau, amb el disc solar, uraeus, entre les seves banyes. Fill d'Isis, com vaca, fecundada per un raig del Sol.

## Culte
|  |

|  |

|  |

|  |

|  |

|  |

|  |

|  |

El bou Apis era sagrat a l'antic Egipte. Des de l'Imperi Nou se'l considerava l'herald de Ptah, el seu Ca, després d'Osiris, i més tard de Sokar. Per això últim, va arribar a considerar-se un dels integrants del panteó de déus egipcis associats amb la mort. Va ser venerat a Memfis, des d'èpoques de les primeres dinasties, com déu relacionat amb la fertilitat dels ramats, amb el Sol i el déu del Nil. El seu culte va passar a Alexandria en l'època ptolemaica, i era molt popular entre grecs i romans. A diferència dels cultes de la majoria de les altres deïtats d'Egipte, la veneració al toro Apis va ser adoptada pels grecs i després pels romans. Va perdurar fins a gairebé el segle iv.
Ptolemeu I Sòter va introduir el culte a Serapis, déu sincrètic, amb elements mitològics grecs i egipcis. El culte a Serapis perdurar fins a l'any 385, quan els cristians van destruir el Serapeum d'Alexandria, i, posteriorment, el seu culte va ser prohibit pel decret Teodosi I.
Existia una tradició molt important relacionada amb la seva mort, moment en el qual es realitzava una celebració, ja que existia la creença que renaixeria. Després d'un període de dol de seixanta dies, mentre que era embalsamat, s'enterrava el cos del bou, i en aquest moment els sacerdots de Ptah li buscava un successor. Al trobar-lo, es realitzava una altra festivitat.

## Serapeu de Saqqara
Auguste Mariette va excavar el Serapeu de Saqqara on trobà els sarcòfags de més de seixanta bous, tot i que buits, que anaven des de l'època d'Amenofis III a la de Ptolemeu X Alexandre. Al començament, cada animal era enterrat en una tomba amb una capella construïda sobre ell. El sacerdot Jaemuaset, fill de Ramsès II (segle xiii aEC), va excavar una gran galeria amb càmeres laterals on s'allotjaven les seves tombes (també va ser enterrat allí); una altra galeria similar va ser afegida per Psamètic I. Esteles funeràries amb la declaració de l'edat dels animals, les dates de naixement i la seva mort, amb referències als reis coetanis, han llançat molta llum sobre la cronologia de la vintena segona dinastia en endavant. El nom de la mare-vaca i el lloc de naixement es registrava sovint. Els sarcòfags són de gran grandària, i l'enterrament va haver d'originar enormes despeses. A més, és lloable que els sacerdots aconseguissin enterrar un dels animals en el quart any de Cambises II.

## Altres bous sagrats
Apis no va ser l'únic toro adorat a Egipte, encara que menys coneguts, si més no hi va haver tres tipus més de bous sagrats:
- Mnevis o Merur, el toro sagrat relacionat amb Atum-Ra, anomenat «La renovació de la Vida», i amb Osiris com Mnevis-Osiris o Mnevis-Uenen-Nofer, va ser venerat a Heliòpolis (antic Egipte).[5]
- Bakha o Baj, el bou sagrat de Montu, venerat a Hermontis, el «Toro de les muntanyes i l'ocàs».[6]
- El bou del déu Min, venerat a Coptos i Jemnis, esmentat en relació al déu Min.[7]

## Apis: déu del Nil
Apis també era el nom d'un déu que personificava la crescuda anual del Nil. Aquest déu era adorat per tot el poble d'Egipte, com font de vida i abundància. En alguns llocs del Nil, es llançaven animals sacrificats i menjar per implorar-li una inundació suficient.